# YOU (阿部真央のアルバム)
『YOU』（ユー）は、阿部真央の8枚目のオリジナルアルバム。2018年3月7日にポニーキャニオンから発売された。

## 概要
オリジナルアルバムとしては『Babe.』以来約1年ぶり。『Road to 10th Anniversary』の一環としてリリースされた作品。
配信シングル「K.I.S.S.I.N.G.」、岡崎体育がアレンジを手掛けた「immorality (Arranged by 岡崎体育)」、山本彩に楽曲提供した「喝采」のセルフカバーを含む全11曲を収録。
これまでの歌詞は実体験を元に書かれたものが多いが、本作に収録されているものは殆どフィクションである。また、曲順は恋の始まりから終わりまでを描いており、アルバムタイトルが『YOU』なのも楽曲が全て同じ人の事について書かれたものであると語っている。
初回限定盤にはDVDが付属し、「K.I.S.S.I.N.G.」「immorality (Arranged by 岡崎体育)」のミュージック・ビデオ及びメイキングなどが収録されている。

## 収録曲
| 全作詞・作曲: 阿部真央。 |                                       |          |            |                                  |      |
| #                        | タイトル                              | 作詞     | 作曲・編曲 | 編曲                             | 時間 |
| 1.                       | 「K.I.S.S.I.N.G.」                    | 阿部真央 | 阿部真央   | akkin                            | 3:28 |
| 2.                       | 「the SUN」                           | 阿部真央 | 阿部真央   | akkin                            | 3:24 |
| 3.                       | 「Such a beautiful day」              | 阿部真央 | 阿部真央   | 松岡モトキ、宮田"レフティ"リョウ | 3:35 |
| 4.                       | 「蔑ろな夜」                          | 阿部真央 | 阿部真央   | akkin                            | 2:29 |
| 5.                       | 「immorality (Arranged by 岡崎体育)」 | 阿部真央 | 阿部真央   | 岡崎体育                         | 4:27 |
| 6.                       | 「傘」                                | 阿部真央 | 阿部真央   | 和田健一郎                       | 4:22 |
| 7.                       | 「その心には残れない」                | 阿部真央 | 阿部真央   | YANAGIMAN                        | 3:34 |
| 8.                       | 「喝采」                              | 阿部真央 | 阿部真央   | akkin                            | 3:20 |
| 9.                       | 「Angel」                             | 阿部真央 | 阿部真央   | 阿部真央                         | 2:02 |
| 10.                      | 「朝日が昇る頃に」                    | 阿部真央 | 阿部真央   | 和田健一郎                       | 5:10 |
| 11.                      | 「27歳の私と出がらし男」              | 阿部真央 | 阿部真央   | 阿部真央                         | 1:38 |

| #  | タイトル                                                      | 作詞 | 作曲・編曲 |
| -- | ------------------------------------------------------------- | ---- | ---------- |
| 1. | 「K.I.S.S.I.N.G.」(Music Video)                               |      |            |
| 2. | 「immorality (Arranged by 岡崎体育)」(Music Video)            |      |            |
| 3. | 「K.I.S.S.I.N.G.」(Music Video メイキング)                    |      |            |
| 4. | 「immorality (Arranged by 岡崎体育)」(Music Video メイキング) |      |            |
| 5. | 「K.I.S.S.I.N.G.」(ジャケットメイキング)                      |      |            |
| 6. | 「YOU」(ジャケットメイキング)                                 |      |            |
| 7. | 「あべまおらじお ～超超超番外編～」(メイキング)               |      |            |
| 8. | 「特別企画！阿部真央が27歳までにやっておきたいこと」          |      |            |